# Enamillus pilicollis
Enamillus pilicollis är en skalbaggsart som beskrevs av Sharp 1877. Enamillus pilicollis ingår i släktet Enamillus och familjen Melolonthidae. Inga underarter finns listade i Catalogue of Life.